# شفیع بی‌لی (زنگلان)
خاچادزور یا شفیع بی‌لی (به ارمنی: Խաչաձոր، به لاتین: Şəfibəyli) یک منطقه مسکونی در جمهوری آرتساخ است که در استان کاشاتاق واقع شده‌است.